# Reislingbach
Die Reislingbach ist ein rechter Zubringer zum Kamp bei Krumau am Kamp in Niederösterreich.
Der aus dem Auteich nördlich von Lichtenau im Waldviertel ausfließende Bach durchquert bald danach den namensgebenden Ort Reisling, nimmt bei Rastbach den von dort kommenden Rastbach auf und speist den Waldsee östlich von Neubau. Nach der Einmündung des Eisengrabens fließt als sein größter Zufluss der Pottaschhofbach ein, welcher die Gebiete nordwestlich von Jaidhof entwässert. Nach der Mündung weiterer Zubringer schneidet sich der Reislingbach immer tiefer in den Untergrund ein, um in Krumau am Kamp von rechts in den Kamp einzufließen. Sein Einzugsgebiet umfasst 31,9 km² in großteils offener Landschaft.
Das Gewässer wird 1157 als Resiche erstmals schriftlich erwähnt. Die Deutung des Namens ist unsicher. Möglicherweise leitet sich der Name vom slawischen *Rĕčit'a „kleiner Fluss“ ab.